# Xanten
Xanten je město v severozápadní části německé spolkové země Severní Porýní-Vestfálsko, nedaleko hranic s Nizozemskem. Nachází se v zemském okrese Wesel na řece Rýn a je to jediné německé město začínající na X.
Město se skládá ze tří správních obvodů: Hochbruch, Niederbruch a centra města. Území města je dále rozděleno na 6 městských částí: Birten, Lüttingen, Marienbaum, Vynen, Wardt a Xanten. Na území města se rovněž nachází část přírodní rezervace Bislicher Insel.
Severovýchodní hranici města tvoří řeka Rýn. Na severu Xanten sousedí s městem Rees, na východě s městem Wesel, na západě s městy Uedem a Kalkar a na jihu s obcemi Alpen a Sonsbeck.

## Historie

### Starověk

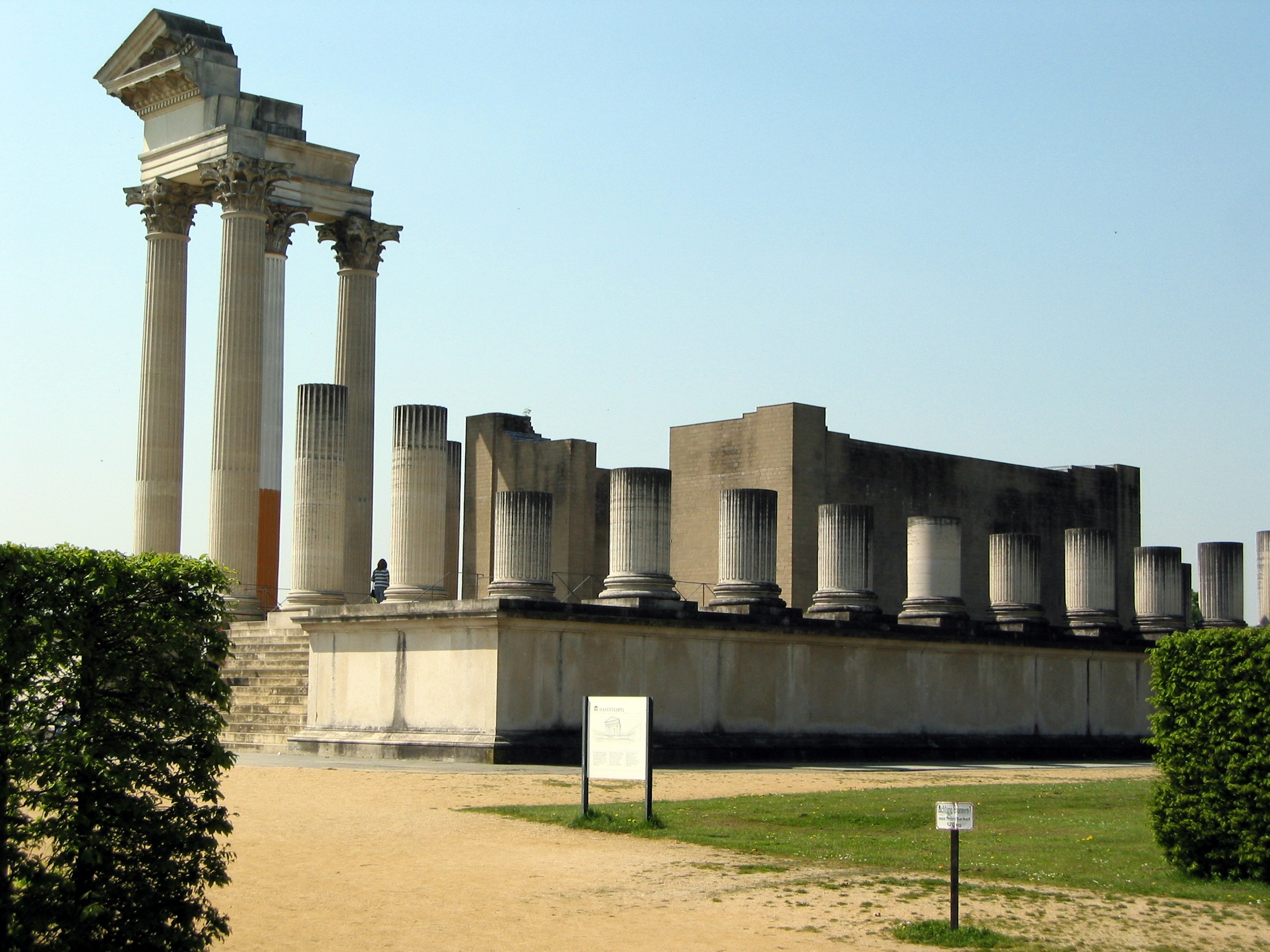
Římský chrám v Xantenu

První izolované kmeny se v této oblasti usídlily kolem roku 2000 př. n. l. V roce 15 př. n. l. byl v lokalitě Fürstenberg v oblasti dnešní části Birten Římany založen tábor Castra Vetera („starý tábor“). Tento tábor byl určen jako základna pro vojenská tažení do Germánie a až do svého zničení během povstání Batavů v roce 70 n. l. byl obýván 8 000–10 000 vojáky a sloužil jako základna římského námořnictva v rámci Dolnogermánského limitu (Classis Germanica).
Po zničení Castra Vetera byl v oblasti Bislicher Insel založen nový tábor jménem Castra Vetera II, který se stal hlavní základnou Legie VI Victrix. V sousedství byla založena vesnice obývaná 10–15 tisíci bývalých legionářů. Této vesnici udělil roku 110 římský císař Marcus Ulpius Traianus statut colonia a město bylo přejmenováno na Colonia Ulpia Traiana. Následně se město stalo druhým nejvýznamnějším obchodním centrem provincie Germania Inferior, významnější byla jen Colonia Agrippinensis (dnešní Kolín nad Rýnem). V roce 122 se Castra Vetera II stala základnou pro Legii XXX Ulpia Victrix, která nahradila VI Victrix přesunutou do Británie.
V roce 275 bylo město téměř zničeno germánskými kmeny. Na území colonie proto bylo založeno nové město jménem Tricensimae, které bylo menší, ale lépe opevněné a lépe ubránitelné. Na počátku 5. století však intenzita útoků narostla do té míry, že město bylo opuštěno. Podle legend Nibelungů se v tuto dobu v ruinách kolonie narodil Siegfried z Xantenu.
Předpokládá se, že křesťan Viktor z Xantenu byl spolu s 360 dalšími členy Thébské legie popraven koncem třetího století poblíž dnešní části Birten, neboť odmítl vyznávat římské bohy. Proto je Viktor z Xantenu považován za mučedníka a následně také za ochránce a patrona katedrály vystavěné nad předpokládaným místem jeho hrobu.

### Středověk

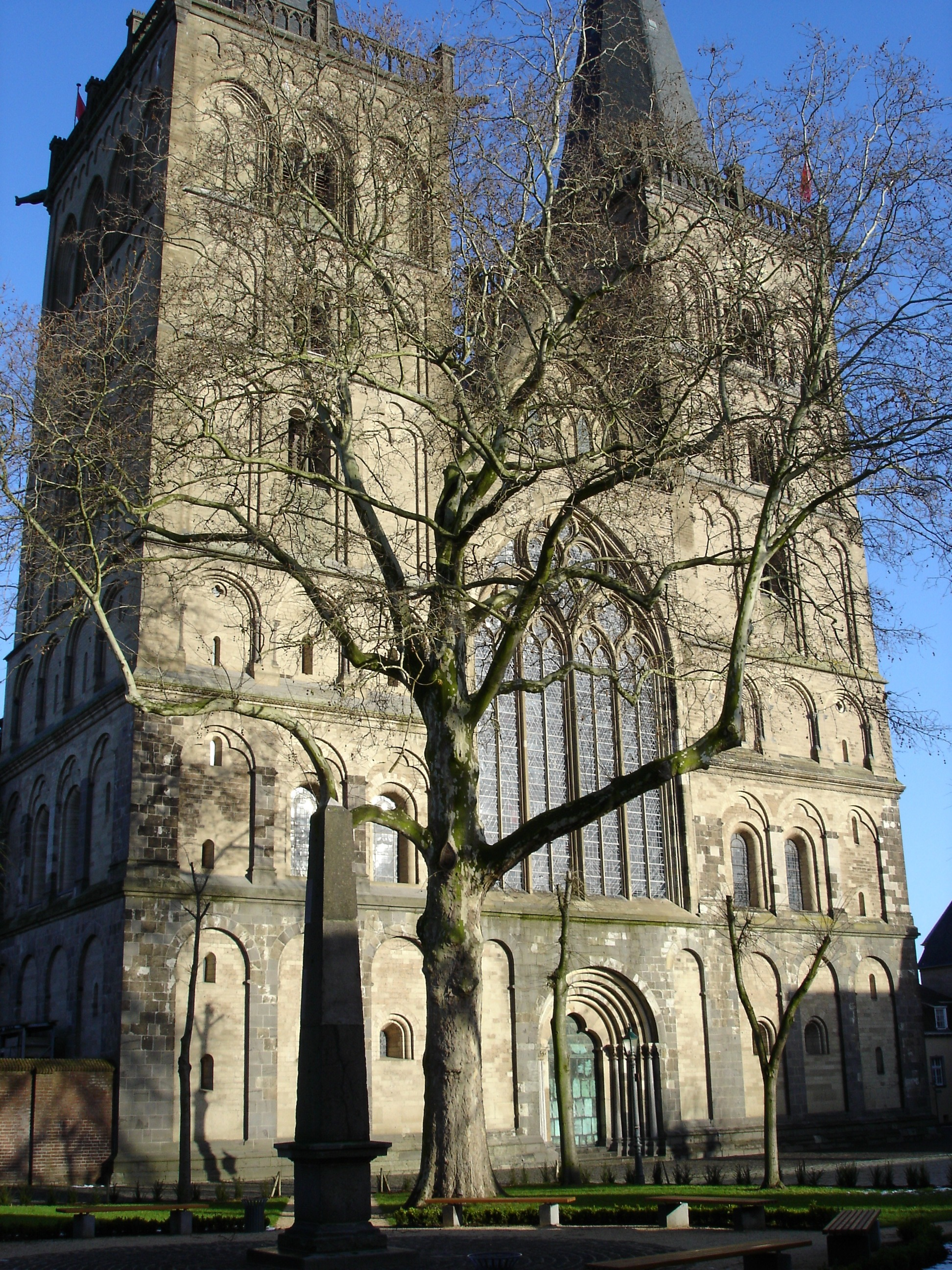
Katedrála St.Viktor

V 5. století začali oblast dnešního Xantenu osidlovat Frankové, ale nezakládali zde žádné vesnice. V polovině 8. století byl na místě starořímského hřbitova postaven kostel pojmenovaný Sanctos (super Rhenum) (též zmiňován jako ad Rhenum). Tento
název znamená „místo svatých“ a je odvozeno od předpokládaného místa hrobu mučedníka Viktora z Xantenu. Toto pojmenování se stalo etymologickým základem dnešního názvu Xanten. Založením ženského kláštera jižně od tohoto kostela vzniklo městské centrum. V roce 939 porazily v bitvě u Xantenu jednotky Otty I. franská, saská a lotrinská vojska pod velením Heinricha I. Poté byla podepsána dohoda o přičlenění Porýní ke království Otty I. Městská práva udělil Xantenu 15. července 1228 kolínský arcibiskup Heinrich z Molenarku. Na konci 14. století bylo město obklopeno hradbami.
V raném středověku žila v Xantenu početná židovská komunita. Během první křížové výpravy došlo ke dvěma masakrům (1. července a 27. července 1096). Později spáchali někteří židé sebevraždu, aby unikli řádění křižáků.
V roce 1392 se severní část města dostala do vlastnictví hrabat z Kleve, zatímco jižní část zůstala v majetku arcibiskupa kolínského. Toto rozdělení bylo příčinou nepřátelství mezi Kleve a Kolínem a bylo ukončeno přechodem celého Xantenu do majetku hrabat z Kleve v roce 1444.
Vlivem válek a poklesu životní úrovně v područí Kleve klesl počet obyvatel z 5000 na počátku 16. století na 2500 na konci století 18. Řeka Rýn hrála klíčovou roli v obchodu, dokud nebylo koryto odkloněno od města, což způsobilo propad ekonomické situace. Řeka také několikrát zaplavila lokalitu Birten.
Místní část Marienbaum přesto patřila mezi lety 1430 až 1441 mezi nejstarší poutní místa Dolního Porýní. V roce 1460 zde byl založen klášter Birgitten s opatským kostelem St. Mariä Himmelfahrt (Kostel Nanebevzetí Panny Marie), který dodnes slouží jako farní kostel.
Protestantismus se ve městě začal prosazovat v roce 1572, ale na počátku 20. století se zde přesto k protestantismu hlásilo jen 5 % obyvatel. Během století se však podíl protestantské populace zvýšil na 20 %. Poté, co Xanten přešel v 17. století do vlastnictví hrabat Braniborska, byl protestantismus postaven na roveň katolické církvi, což bylo stvrzeno Xantenskou smlouvou 12. listopadu 1614. Následně byl na náměstí Großer Markt postaven kostel, později rozšířený o spirium.

### Moderní dějiny

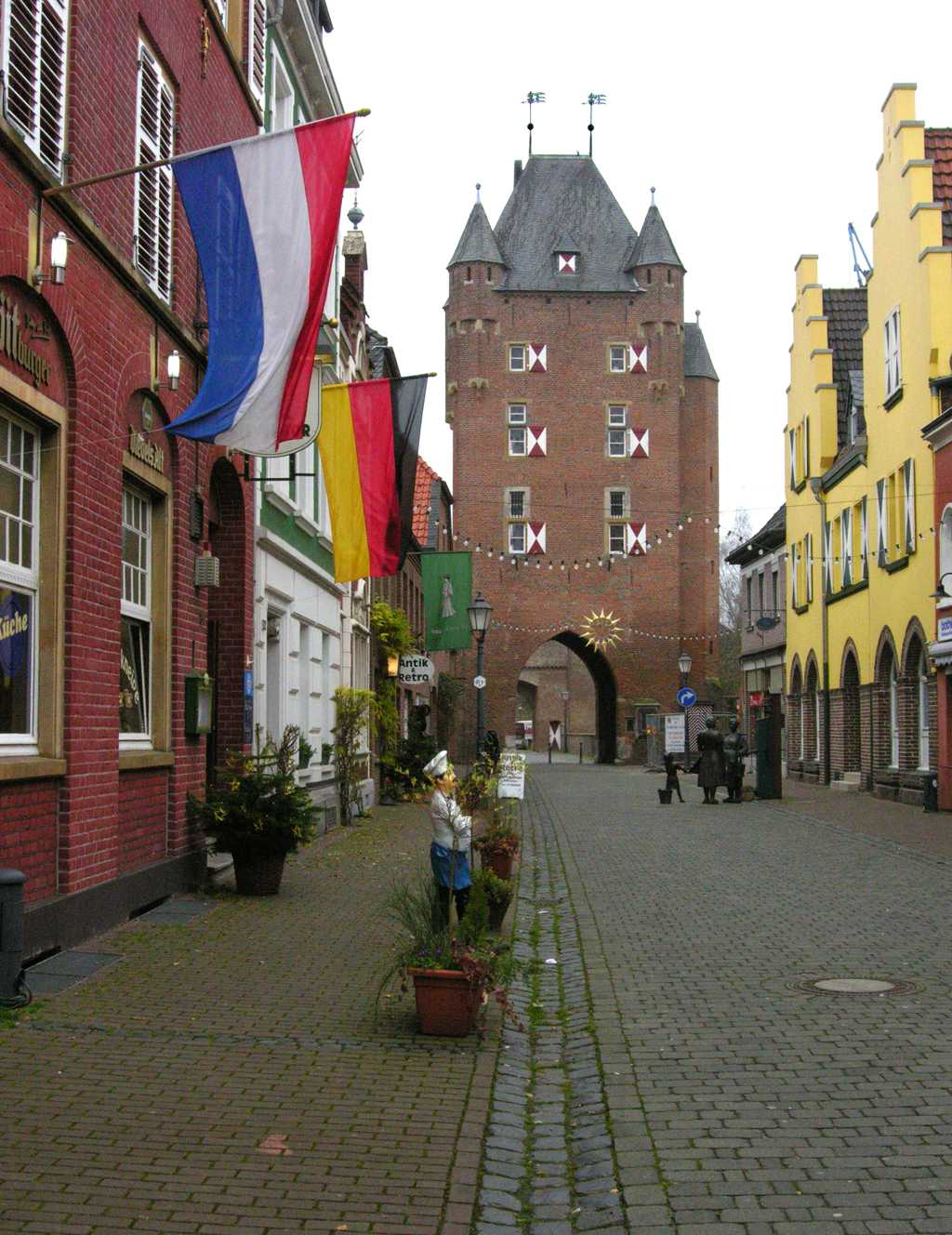
Brána Klever Tor

V roce 1805 byl ženský klášter zkonfiskován Napoleonem Bonaparte a jeho knihovna byla sloučena s knihovnami zrušených klášterů. Vlivem toho došlo k dalšímu prohloubení ekonomické krize. Pro snížení výdajů byla v roce 1821 zbořena městská brána Marstor, v roce 1825 pak také brána Scharntor a část městských hradeb. Zbourání brány Klever Tor a mlýna Kreimhildmühle zabránila v roce 1843 městská rada. V této době ruiny Colonia Ulpia Traiana, které od pádu římského osídlení sloužily jako skládka, upoutaly pozornost archeologů a mezi lety 1819 až 1844 zde byly provedeny vykopávky. V září 1927 slavila katolická církev ve městě výročí 1600 let a v roce 1937 udělil papež Pius XI. katedrále St. Viktor právo užívat titulu Basilica minor. V roce 1905 žilo v Xantenu 3770 obyvatel, z toho 30 Židů.
V roce 1933 byl starosta města Heinrich Wagner obviněn z úplatkářství a uvězněn ve věži Meerturm. Jeho nástupcem se stal Friedrich Karl Schöneborn a funkce místostarosty se ujal Heinrich Prang mladší. Prang již v roce 1925 založil místní buňku NSDAP. Poté, co byl rozpuštěn místní výbor Deutsche Zentrumspartei, tři z osmi členů městské rady byli z řad NSDAP. Zbývající opozici tvořili komunisté a liberálové, kteří ovšem neměli reálnou politickou moc.
Následující období se neslo v duchu pronásledování židovských obyvatel Xantenu. V této souvislosti je třeba připomenout zničení místní modlitebny a znesvěcení ostatků několika židovských obyvatel 9. listopadu 1938. Po tomto incidentu odešli všichni Židé z města. Během 2. světové války byla v lese za městem založena továrna na munici pro Luftwaffe. V listopadu 1942 a říjnu 1944 zde došlo ke dvěma nehodám, kdy explodovala uskladněná munice, což si vyžádalo životy několika dělníků. V květnu 1940 byla ve městě umístěna 256. dělostřelecká divize jako příprava na nadcházející invazi do Nizozemska.

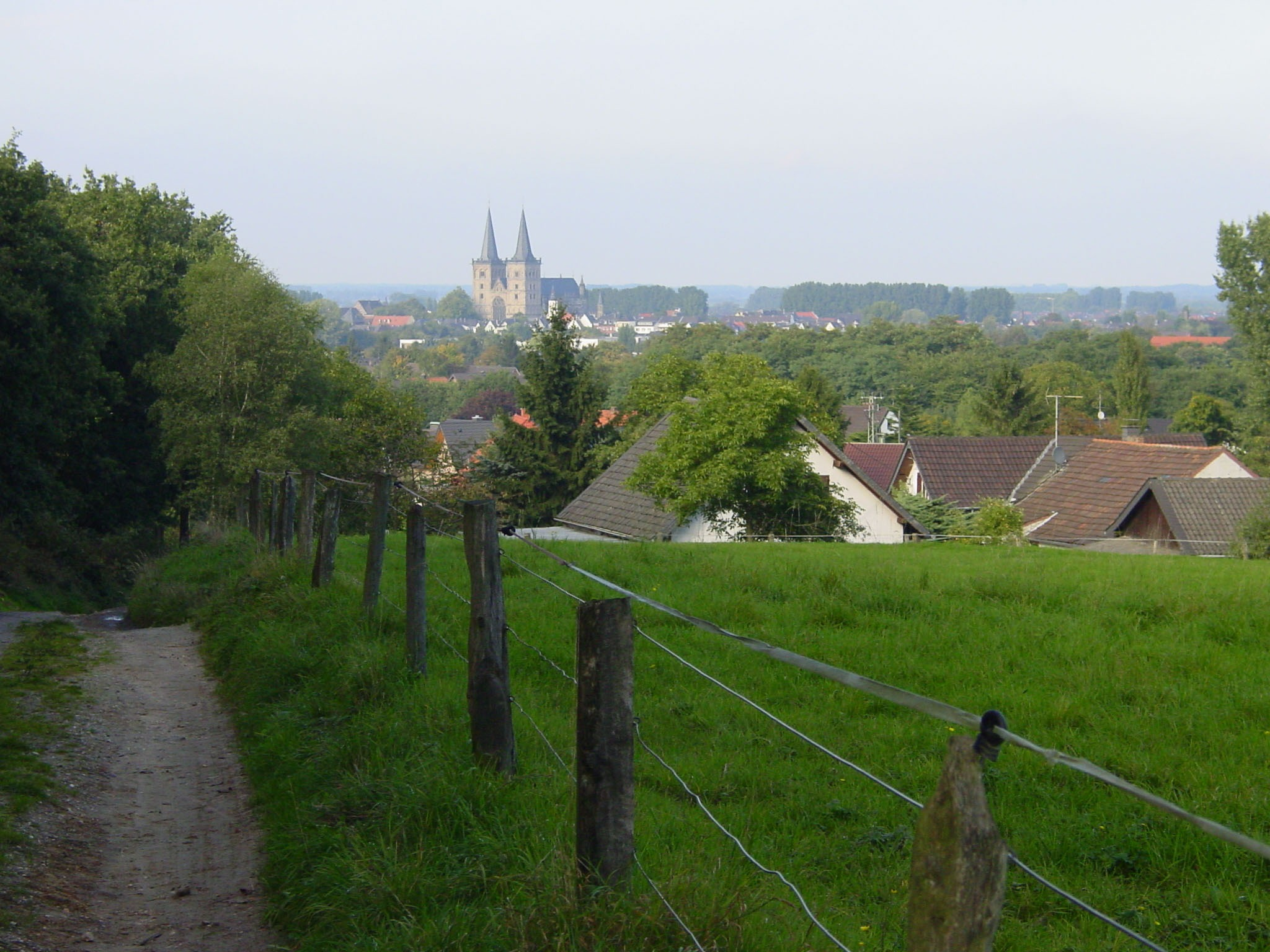
Pohled na Xanten z Hees

Když v únoru 1945 vstoupila spojenecká vojska do města, starosta Schöneburn uprchl a spolu s ním odešla na východ i většina členů městské rady. Ve stejném měsíci začalo bombardování města, jehož oběťmi se stávali zejména civilní obyvatelé, a které zničilo značnou část města Xantenu. Rovněž katedrála byla zasažena a těžce poškozena bombardováním. Kanadské jednotky převzaly kontrolu nad městem 8. března 1945 Podle údajů kanadské strany zemřelo 400 spojeneckých vojáků při boji s německými Fallschirmjägery bránícími město. Tou dobou bylo 85 % zničeno a obyvatelé byli evakuováni do města Bedburg-Hau v rámci příprav na překročení Rýna poblíž Weselu. Německé dělostřelectvo dál z pravého břehu řeky ničilo město. Poté, co se 24. března 1945 podařilo spojencům překročit Rýn, válka pro Xanten skončila.
O poválečnou obnovu města a katedrály se velmi zasloužil archeolog a památkář Walter Bader; tato obnova trvala do roku 1966. Díky přílivu uprchlíků z Východního Pruska, kteří se v Xantenu usadili, vzrostla populace o 40 %. V rámci územněsprávní reformy byly v roce 1969 lokality Birten, Lüttingen, Marienbaum, Obermörmter, Vynen a Wardt přičleněny k městu. Rozloha města tak vzrostla z 8 km² na 42 km², počet obyvatel dosáhl 16 000.
Na rozdíl od většiny římských osad se Xanten nerozvíjel na území colonie, ale v jejím sousedství. Proto byl po částečné rekonstrukci římské Colonia Ulpia Traiana v roce 1975 založen Archeologický park Xanten (APX). Další historické budovy se nacházejí v centru města a v blízkosti Xantener Südsee a Xantener Nordsee, dvou jezer spojených malým kanálem v sousedství lokalit Wardt a Vynen. V roce 1982 zde bylo otevřeno volnočasové středisko (Freizeitzentum Xanten, FZX). V roce 1988 navštívilo město 800 000 turistů, a proto Xanten jako první město v Düsseldorfském okrsku obdržel 28. listopadu 1988 titul Staatlich anerkannter Erholungsort. Mezi lety 1990 až 2004 vzrostl počet obyvatel z 16 930 na 21 305 osob.

## Partnerská města
- Geel, Belgie, 1990
- Saintes, Francie, 2002
- Salisbury, Anglie, Spojené království, 2006